# Arnulf Röseler
Arnulf Röseler (* 16. Juli 1935 in Berlin; † 9. Juni 2020) war ein deutscher Physiker. Er ist bekannt für seine Arbeiten und Lehrbücher im Bereich der Infrarot-Optik und Infrarotellipsometrie.

## Leben
Rösler studierte in Jena und Ostberlin Physik, wo er 1960 an der Humboldt-Universität das Diplom erhielt. Anschließend promovierte er (Promotion A) 1965 im Bereich der infrarot-optischen Geräte. Im Jahr 1971 folgte die Promotion B (ähnlich der Habilitation). Zuvor war er 1970 Mitarbeiter am Zentralinstitut für Optik und Spektroskopie (ZOS) der Akademie der Wissenschaften der DDR in Ostberlin unter der Leitung von Klaus Junge. Dort beschäftigte er sich unter anderem mit der Infrarotspektroskopie an Halbleitern sowie der Berechnung und Messung von Apparatefunktionen. In den Jahren von 1970 bis 1976 leitete er die Optikentwicklung der Interferometer für sowjetische Wettersatelliten (Basis für Venussonden, siehe Venera-Mission). Danach beschäftigte sich Röseler mit der Ellipsometrie und war Anfang der 1980er Jahre einer der ersten Spezialisten im Bereich der Infrarotellipsometrie.
Zu diesem Thema verfasste er Bücher und zahlreiche Fachartikel.
Mit der deutschen Wiedervereinigung und der Überprüfung und Neuordnung der Forschungseinrichtungen der DDR endete sein Wirken am ZOS. 1992 wurde Röseler Mitarbeiter des Laboratoriums für spektroskopische Methoden der Umweltanalytik (LSMU) der Außenstelle des Institutes für Spektrochemie und angewandte Spektroskopie Berlin. In seinem Ruhestand war Röseler weiterhin als Mitglied der Gesellschaft zur Förderung der angewandten Optik, Optoelektronik, Quantenelektronik und Spektroskopie e. V. aktiv und veröffentlichte unter anderem zusammen mit Ernst-Heiner Korte sowie Karsten Hinrichs.
Für seine Arbeiten erhielt Röseler unter anderem den Nationalpreis der DDR 1. Klasse für Wissenschaft und Technik (1976) und den Bunsen-Kirchhoff-Preis (1992).

## Schriften
- Die Berechnung und Messung der spektralen Spaltbreite von IR-Prismen-Spektralphotometern. Dissertation. Humboldt-Universität Berlin. 1965, DNB 481206388.
- Die Übertragungseigenschaften optischer Abtastspektrometer. Dissertation B. Humboldt-Universität Berlin. 1971, DNB 571098983.
- Spektroskopische Infrarot-Ellipsometrie mit dem Fourierspektrometer. Zentralinstitut für Optik und Spektroskopie, Berlin 1985, DNB 870802720.
- Infrared spectroscopic ellipsometry. Akademie-Verlag, Berlin 1990, ISBN 3-05-500623-2.